# 1787 год в музыке

## События
- 1 февраля — Посмертное представление «Эдипа в Колоне[англ.]» Антонио Саккини в Парижской опере сделало эту, ранее неуспешную оперу, одной из самых популярных в репертуаре в течение нескольких десятилетий.
- 30 июня — Оперой Андре Гретри «Самнитские браки[англ.]» открылся домашний театр графа Н. П. Шереметева в Кусково.[1][2]
- 10 августа — Вольфганг Амадей Моцарт завершает свою знаменитую «Маленькую ночную серенаду».
- Осень — Роберт Бёрнс фактически становится редактором «Шотландского музыкального музеума[англ.]» и занимался им до конца жизни.[3]
- 14 октября — открылся театр «Ауф дер Виден», второй пригородный венский театр[нем.] после Леопольдштадтер-театра[нем.] 1781 года постройки.
- Декабрь — Анджело Тарчи[итал.] назначен музыкальным директором и композитором Королевского театра в Лондоне.
- Луиджи Боккерини становится придворным композитором в Берлине.
- Людвиг ван Бетховен отправляется в Вену, намереваясь учиться вместе с Моцартом, но смерть матери заставляет его вернуться в Бонн.
- Луиджи Керубини поселяется в Париже.

## Публикации
- Опубликован первый том собрания шотландских народных песен и музыки «Шотландский музыкальный музеум[англ.]».[4]
- Роберт Бёрнс — «Шерамурский бой[англ.]».

## Классическая музыка
- Муцио Клементи — Две симфонии, соч. 18.
- Джузеппе Герардески[итал.] — Соната для органа «В духе военного оркестра…»
- Йозеф Гайдн — Симфонии № 88[англ.] и № 88[англ.].
- Леопольд Кожелух — Три симфонии, соч. 22, Три симфонии, соч. 24, оратория «Моисей в Египте».
- Йозеф Мартин Краус — Симфония ми минор.
- Вольфганг Амадей Моцарт — «Маленькая ночная серенада», струнные квинтеты № 2 до минор[англ.] № 3 до мажор[англ.] и № 4 соль минор[англ.].
- Антонио Розетти — Симфония № 39 соль минор.
- Филипп Файл[англ.] — Концерт для скрипки с оркестром (утерян).

## Опера
| - Сэмюэл Арнольд — «Инкль и Ярико» - Антуан Баллан — «Добродетельский волшебник» - Джузеппе Гаццанига — «Дон Джованни Теорио, или Каменный гость» - Вольфганг Амадей Моцарт — «Дон Жуан, или Наказанный развратник» - Антонио Сальери — «Тарар» - Висенте Мартин-и-Солер — «Древо Дианы» | - Луиджи Карузо — «Александр в Индии» - Франческо Бьянки — «Артаксеркс» - Антуан-Фредерик Гренек — «Деметрио» - Гаэтано Пуньяни — «Демофонт» - Доменико Чимароза — «Сварливый фанатик» |

## Родились
- 13 февраля — Джеймс П. Каррелл[англ.], американский священник, певец и учитель пения, композитор и компилятор песенных сборников (умер в 1854).
- 24 февраля — Кристиан Фредерик Барт[дат.], датский гобоист-виртуоз и композитор (умер в 1861).
- 15 августа — Александр Алябьев, русский пианист, композитор и дирижёр (умер в 1851).
- 17 ноября — Микеле Энрико Карафа ди Колобрано, итальянско-французский композитор и музыкальный педагог (умер в 1872).
- 25 ноября — Франц Ксавьер Грубер, австрийский учитель начальной школы и церковный органист, автор музыки популярного рождественского гимна «Тихая ночь» (умер в 1863).
- 4 декабря — Йохан Фредрик Бервальд[швед.], шведский скрипач, дирижёр и композитор (умер в 1861).

дата неизвестна — Катарина Торенберг, финская скрипачка (умерла в 1866).

## Умерли
- 21 февраля — Антонио Родригес де Хита[исп.], испанский композитор духовной и театральной музыки, капельмейстер (род. в 1722).
- 30 марта — принцесса Амалия Прусская, музыкант, композитор и музыкальный коллекционер (род. в 1723).
- 28 мая — Леопольд Моцарт, скрипач, музыкальный учитель и композитор, отец Вольфганга Амадея Моцарта (род. в 1719).
- Июнь — Игнацио Фьорилло, итальянский композитор (род. в 1715).
- 20 июня — Карл Фридрих Абель, немецкий композитор и исполнитель на виола да гамба (род. в 1723).
- 27 июля — Мэри Линли, английская певица из прославленной музыкальной семьи Линли (род. в 1758).
- 5 августа — Франсуа Франкёр, французский скрипач, композитор и дирижёр (род. в 1698).
- 15 ноября — Кристоф Виллибальд Глюк, немецкий композитор, один из крупнейших представителей музыкального классицизма (род. в 1714).
- 23 ноября — Антон Швейцер немецкий дирижёр и композитор (род. в 1735).
- 9 декабря — Бернхард Йоахим Хаген[нем.], немецкий композитор, скрипач и лютнист (род. в 1720).

дата неизвестна — Эдвард Харвуд (из Дарвена), английский композитор, автор гимнов и песен (род. в 1707).